# Světový pohár v orientačním běhu 1992
Světový pohár v orientačním běhu 1992 (Orienteering World Cup 1992) byl 4. ročníkem této soutěže. Skládal se z 8 individuálních závodů, které se konaly v Švédsku, Finsku, Rusku, Maďarsku, Rakousku, Itálii, Kanadě a USA.  
V mužské kategorii zvítězil Joakim Ingelsson ze Švédska, který získal 179 bodů.  
V ženské kategorii dominovala Marita Skogum ze Švédska, která získala 190 bodů.
---

## Individuální závody Světového poháru 1992
| č. | Datum           | Trať   | Místo                             | Vítěz muži        | Vítěz ženy      |
| -- | --------------- | ------ | --------------------------------- | ----------------- | --------------- |
| 1  | 9. května 1992  | Long   | Örebro, Švédsko                   | Joakim Ingelsson  | Yvette Hague    |
| 2  | 13. května 1992 | Middle | Helsinky, Finsko                  | Lars Holmqvist    | Marita Skogum   |
| 3  | 16. května 1992 | Long   | Leningrad, Rusko                  | Martin Johansson  | Jana Cieslarová |
| 4  | 16. srpna 1992  | Long   | Pécs, Maďarsko                    | Jörgen Mårtensson | Marita Skogum   |
| 5  | 20. srpna 1992  | Long   | Vídeň, Rakousko                   | Jozef Pollák      | Gunilla Svärd   |
| 6  | 23. srpna 1992  | Long   | Benátky, Itálie                   | Martin Brantner   | Hanne Sandstad  |
| 7  | 3. října 1992   | Long   | Ganaraska Forest, Toronto, Kanada |                   |                 |
| 8  | 10. října 1992  | Long   | Boston, USA                       |                   |                 |

---

## Celkové pořadí

### Muži
| Pořadí | Závodník         | Země    | Body |
| ------ | ---------------- | ------- | ---- |
| 1.     | Joakim Ingelsson | Švédsko | 179  |
| 2.     | Martin Johansson | Švédsko | 173  |
| 3.     | Petter Thoresen  | Norsko  | 158  |

### Ženy
| Pořadí | Závodnice       | Země           | Body |
| ------ | --------------- | -------------- | ---- |
| 1.     | Marita Skogum   | Švédsko        | 190  |
| 2.     | Jana Cieslarová | Československo | 176  |
| 3.     | Yvette Hague    | Velká Británie | 168  |

---